# Elizabeth Jaquelin Ambler Brent Carrington
Elizabeth Jaquelin Ambler Brent Carrington, född 1765, död 1842, var en amerikansk filantrop. Hon grundade Female Humane Association of the City of Richmond för fattighjälp 1805, den första välgörenhetsföreningen i Virginia och den första som sköttes av kvinnor, som därmed för första gången kunde spela en offentlig samhällsroll. 